# شو شانغجين
شو شانغجين (8 نوفمبر 1901 - 21 سبتمبر 1990)، هو قائد عسكري شيوعي صيني وواحدًا من المارشالات العشرة لجيش التحرير الشعبي. كان ابن مالك أرض ثري، لكنه انضم إلى جيش شيانغ كاي تشيك الثوري الوطني، ضد رغبة والديه، في عام 1924. عندما بدأ الكومينتانغ في محاربة الشيوعيين في عام 1927، ترك شو قوات شيانغ وقاد جيشًا شيوعيًا مقره في سيتشوان تحت السلطة السياسية لتشانغ غوتاو. بعد تطهير تشانغ في أوائل ثلاثينيات القرن الماضي، نجا شو سياسيًا وعاد إلى الجيش الأحمر، في منصب أقل رتبة، تحت قيادة ماو تسي تونغ.